# Liapes

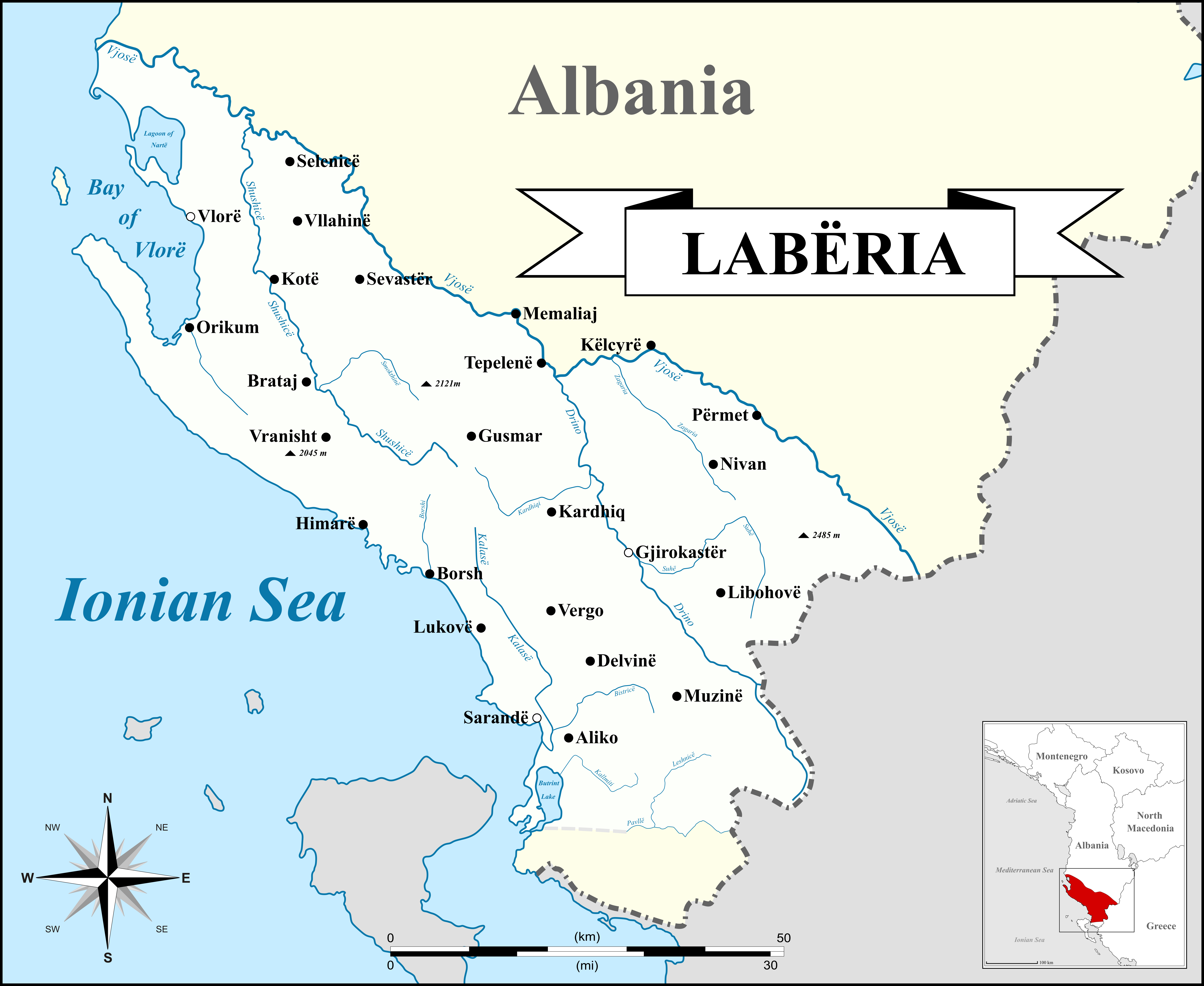
Localisation de la Liapourie.

Les Liapes, Lapes ou Japides désignaient au XIXe siècle les habitants de la Liapourie, l'une des quatre provinces de l'Albanie ottomane, située à l'ouest de l'Épire et bordant la mer Adriatique, dans le sud de l'actuelle Albanie. 
La princesse roumaine d'origine albanaise Dora d'Istria décrivait les Liapes, « les plus barbares des Albanais », comme « maigres, hâves, incultes », leur taille ne dépassant pas « cinq pieds », soit environ 150 cm. Le slaviste français Cyprien Robert les décrivait comme « laids et rabougris », ajoutant que leurs femmes ont « une peau noire et huileuse, un sein flasque, un ventre énorme », décelant chez elles « une existence tout animale ».
Les Liapes étaient de religion chrétienne orthodoxe ou musulmane mais, selon Cyprien Robert, ils semblaient ignorer la sainteté du mariage, et on voyait les musulmans épouser des chrétiennes sans chercher à les convertir, car ils ignoraient eux-mêmes jusqu'aux prières les plus élémentaires du Coran, ajoutant que les autres Albanais avaient pour eux un tel mépris que le nom même de Liape(s) étaient un terme d'injure. Les Liapes croyaient en l'existence des loups-garous.
Les Liapes vivaient notamment de la pêche et consommaient des glands qu'ils délayaient dans du lait. Ils échangeaient également certains produits comme la résine, la laine et la poutargue, aliment fait avec des œufs de poissons de mer, contre des armes, des draps grossiers et des manteaux, venus d'Italie. Ils pratiquaient aussi le vol, dérobaient des moutons, et provoquaient des naufrages en trompant, par des feux nocturnes, les pilotes européens pour les attirer au milieu des brisants, et piller la cargaison des navires et dépouiller les naufragés.
Leur langue (labçja) était un dialecte du tosque.